# Mobius Motors
Mobius Motors Kenya Ltd — компания по сборке автомобилей, основанная в 2010 году. Компания была создана в Великобритании в 2010 году и зарегистрирована в Кении в 2011 году. По состоянию на 2018 год компания находилась в процессе строительства производственного завода в стране.
Компания производит внедорожники (SUV), способные преодолевать неровные дороги и пересеченную местность, встречающиеся на многих участках региональной инфраструктуры.

## Название
Название происходит от ленты Мёбиуса — особой математической поверхности с одной поверхностью и одной границей, впервые описанной немецким математиком Августом Фердинандом Мёбиусом в 1858 году.

## Ключевые люди
Джоэл Джексон — основатель и генеральный директор Mobius Motors.  До основания Mobius Джексон работал над бизнес-стратегией в известном социальном предприятии по микролесоводству в сельской местности Кении.  Он также работал консультантом по вопросам управления, консультируя ведущие компании из списка Fortune 500 в Европе и Северной Америке.  Он является лауреатом стипендии TED и Echoing Green Fellowship, а также выпускником Имперского колледжа с первоклассной степенью в области компьютерных наук.

## История

### 2009–2011
Во время визита в Кению Джоэл Джексон осознал необходимость создания надежного и доступного автомобиля для улучшения перевозок по стране, особенно в сельской местности.  Он сформировал небольшую команду, которая потратила десять месяцев на исследования и разработки для создания Mobius I, первого прототипа Mobius Motors.  Mobius I предоставил ценные знания, сформировав подход Джексона к упрощенному проектированию и разумному использованию готовых компонентов для снижения затрат на разработку.
Первоначально компания работала в небольшом сарае в Килифи на побережье Кении.  Компания переехала сначала в Момбасу, а затем в Найроби, где штаб-квартира и выставочный зал компании расположены в бизнес-парке Самир недалеко от Момбаса-роуд.  Прежде чем привлечь внешнее финансирование в 2012 году, Джоэл Джексон начал работу компании.

### 2011–2016
Первый раунд финансирования позволил Mobius Motors начать проектирование и разработку второго прототипа, который в конечном итоге стал первой серийной моделью.  Усовершенствованная модель получила название Mobius II и имела лучший дизайн и конструкцию, чем ее предшественник.
В 2014 году первая продукция Mobius II появилась на рынке и была встречена тепло, несмотря на опасения по поводу переноса дат выпуска компанией.  В Mobius II использовался минималистичный дизайн, он придерживался базовых функций и лишен таких базовых функций современных автомобилей, как гидроусилитель руля, дверные ручки, GPS-навигация и стеклянные окна.
Даже тогда 50 автомобилей, произведенных Mobius Motors в партнерстве с кенийскими производителями автомобилей, были распроданы к июню 2016 года.

### 2016 – настоящее время
После первоначального производства первых 50 автомобилей Mobius II компания прекратила производство и приступила к разработке следующего автомобиля.  Новый Mobius II планируется выпустить в 2019 году с увеличенным производственным потенциалом до нескольких тысяч автомобилей в год.
В начале 2018 года Mobius Motors закрыла финансирование серии A и привлекла дополнительное финансирование в размере 500 миллионов кенийских шиллингов от Корпорации зарубежных частных инвестиций США (OPIC).  Эти инвестиции позволили компании построить новый завод в промышленной зоне Найроби недалеко от Момбаса-роуд.  Новый завод Mobius будет единственным в Восточной Африке, который будет осуществлять полную сборку легковых автомобилей с возможностями изготовления, кузовного цеха, покрасочного цеха, генеральной сборки и финальных испытаний на линии.  Новый Mobius II станет первым автомобилем, который будет производиться на новом заводе.

## Прототип

### Mobius I
Mobius I был первым прототипом Mobius Motors, практичным автомобилем без излишеств, состоящим из трубчатой стальной рамы и готовых деталей.  По словам основателя, это выглядело как «багги для дюн».  Хотя прототип Mobius I был построен сварщиками и механиками из промышленности Джуа Кали (неформальный сектор в Кении, включающий мелких торговцев, ремесленников и предпринимателей), он доказал, что существует потенциал для создания автомобиля, который сможет передвигаться как по городским дорогам, так и по городу.  разрушенные дороги в сельской местности.  Именно на основе этого прототипа появится последующий серийный Mobius II компании.

## Серийные модели

### Mobius II (первое поколение)

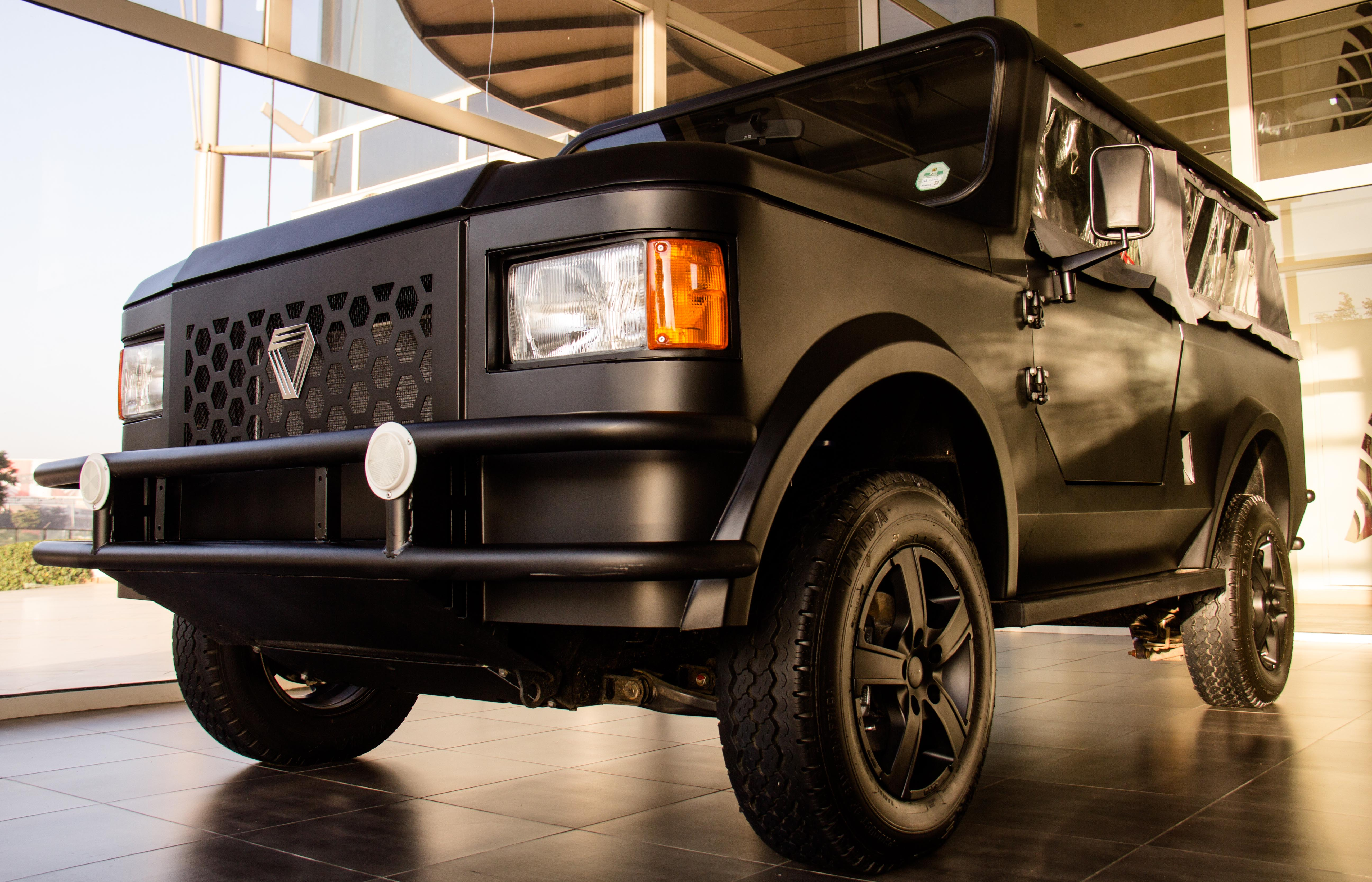
Mobius II

После привлечения внешнего финансирования Mobius Motors приступила к работе над следующим прототипом первой серийной модели.  Mobius II (первого поколения) отличался более детальной проработкой и дизайном, разработанным командой профессиональных инженеров.  Стоимость создания этого второго прототипа составила 1,5 миллиона кенийских шиллингов при рекордном графике разработки в три месяца.
В октябре 2014 года Mobius Motors запустила серийную модель Mobius II (первого поколения) по розничной цене около 1 миллиона кенийских шиллингов, что сделало ее самым доступным новым автомобилем в Кении.
Характеристики
- Кузов Mobius II имеет длину 3,9 м, ширину 1,8 м и высоту 1,85 м, дорожный просвет 23 см.  Он имеет собственную массу 1265 кг и грузоподъемность 625 кг.

- Он оснащен 4-цилиндровым бензиновым двигателем объемом 1598 куб.см и мощностью 86 лошадиных сил при 5500 об/мин.  Коробка передач — 5-ступенчатая механическая с максимальной скоростью 120 км/ч.

- Максимальный крутящий момент Mobius II составляет 128 Нм при 3000 об/мин.

- Трехдверный Mobius II вмещал восемь пассажиров: двух спереди и шести сзади.

- Хотя рынок был принят положительно и все 50 выпущенных автомобилей были распроданы к июню 2016 года, некоторые критиковали Mobius II за то, что он слишком простой, особенно для использования в городских районах.  Например, в автомобиле не было кондиционера, гидроусилителя руля и запирающихся дверей, а окна были брезентовыми, а не стеклянными.  В автомобиле был предусмотрен сейф, в котором владельцы могли безопасно хранить свои личные вещи во избежание кражи.

- У клиентов не было возможности настроить какие-либо функции автомобиля, и это ограничение было устранено во втором поколении Mobius II.

### Mobius II (второе поколение)
Новый Mobius II стал огромным улучшением предыдущей модели Mobius II.  Он отличался более изящным дизайном, более прочной конструкцией шасси, улучшенной подвеской и лучшей балансировкой. Mobius Motors также представила гидроусилитель руля, стеклянные окна, запирающиеся двери и информационно-развлекательную систему - функции, которых отсутствовала в первой серийной модели.  Более жесткая конструкция рамы также улучшила способность автомобиля выдерживать сильные нагрузки от езды по неровной дороге.  Новая модель будет доступна в различных цветах и с набором дополнительных опций, таких как кондиционер (AC), легкосплавные диски или багажник на крыше.  
Характеристики
- Новый Mobius II (второго поколения) имеет более широкий и длинный кузов длиной около 4,2 м, шириной 1,9 м, высотой 1,8 м и колесной базой 2,4 м.  Автомобиль также отличается увеличенным дорожным просветом – 330 мм.

- Его собственный вес составляет 1650 кг, а грузоподъемность первого поколения составляет 625 кг.

- 4-цилиндровый рядный бензиновый двигатель объемом 1798 куб.см, с двойным верхним распредвалом (DOHC), 16 клапанами и системой изменения фаз газораспределения (VVT), выдающий 133 лошадиные силы при 5600 об/мин.  Автомобиль оснащен пятиступенчатой механической коробкой передач.

- Максимальный крутящий момент нового Mobius II составляет 182 Нм в диапазоне от 3600 до 4600 об/мин.

С новым Mobius II клиентам будет предоставлена возможность выбирать конфигурации по цене от 1,3 миллиона до 1,6 миллиона кеш.  Покупатели смогут выбирать между тремя уровнями отделки салона нового Mobius II (Cargo, Adventure и Adventure Plus), причем последний, помимо других функций, оснащен GPS-навигацией, подключением Wi-Fi и Bluetooth©.  Эта диверсификация была вызвана желанием Mobius Motors охватить более широкую аудиторию, чем модель первого поколения.
Пожалуй, самым примечательным усовершенствованием в конструкции нового Mobius II (следующего поколения) стало включение выдвижного лестничного шасси, которое позволит использовать будущие варианты автомобиля для общественного транспорта, медицинского транспорта (машины скорой помощи) и доставки грузов. Географический рынок автомобиля также расширился и теперь включает соседние с Кенией Танзанию и Уганду.

### Mobius 3
Основная статья: Beijing BJ40

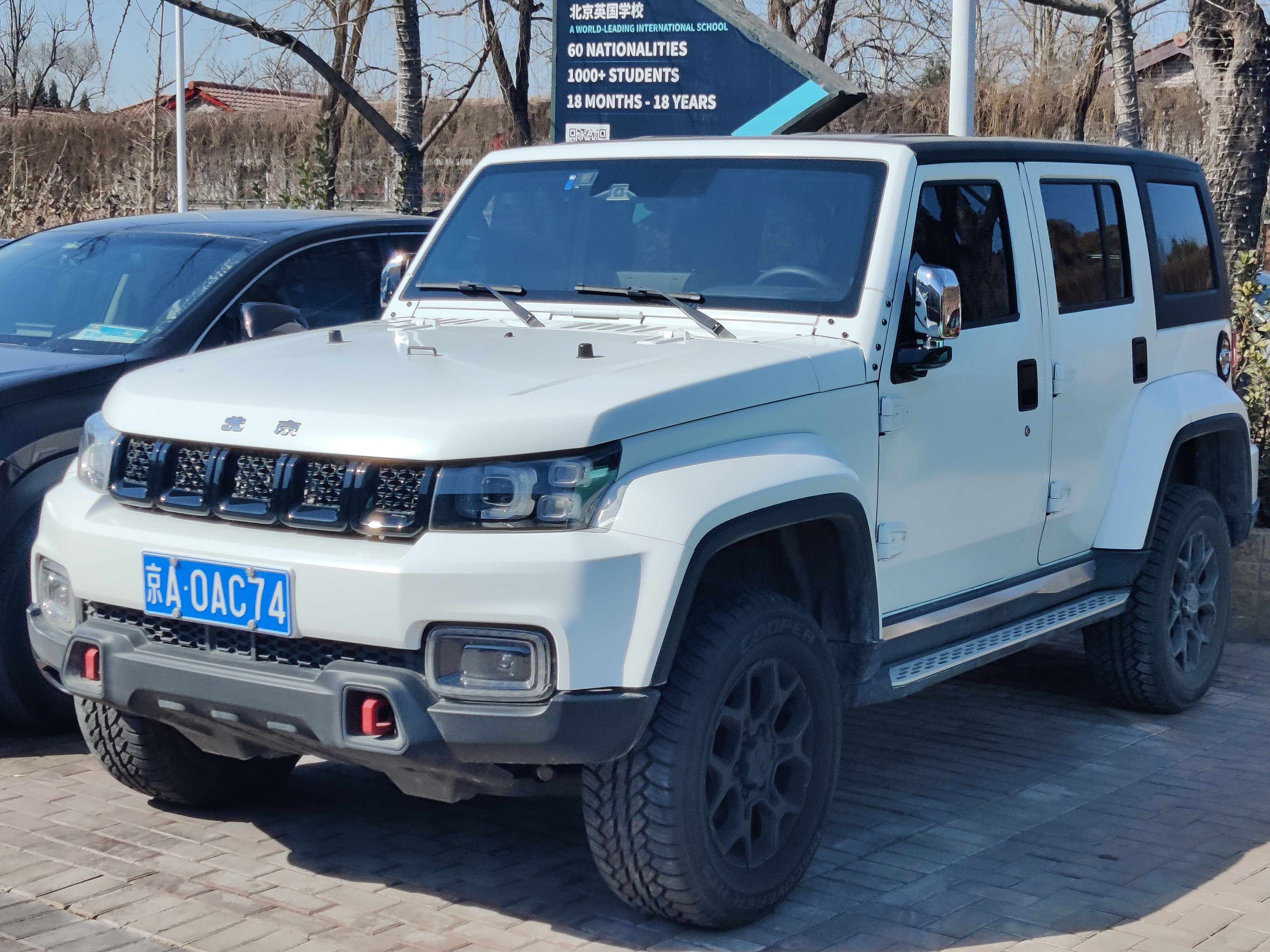
Beijing BJ40 на котором базируется Mobius 3

Mobius 3 создан на базе автомобиля Beijing BJ40. От изначальной модели отличаются иным оформлением передней части.

## Маркетинг и расположение

### Ценности бренда
По словам основателя и генерального директора Mobius Motors, компания стремится зарекомендовать себя как идеальный автопроизводитель, который возглавит индустриализацию континента.  Компания поддерживает ценности доступности, используя упрощенный пользовательский интерфейс, сохраняя при этом долговечность за счет использования трубчатой стальной рамы.
Логотип Mobius Motors использует свойства ленты Мёбиуса, которая имеет единую поверхность и единую границу, что символизирует вечность и единство.  Компания ориентирована на транспортные потребности молодых предпринимателей в сельском хозяйстве и торговле.  В маркетинге компании подчеркивается способность ее надежных автомобилей передвигаться по плохим дорогам по всей стране.

### Расположение
Головной офис Mobius Motors расположен в выставочном зале на Момбаса-роуд в Найроби.  Компания также объявила о планах открыть новый центр продаж и обслуживания (SSC) в Момбасе в начале 2019 года.

### Mobius Motors в средствах массовой информации и научных кругах
Международные медиа-дома, такие как Forbes, Venture Beat, Fast Company, Wired и Reuters, высоко оценили усилия Джоэла Джексона по созданию автомобиля для часто упускаемого из виду африканского рынка и расширению возможностей скрытых там талантов. Джоэл Джексон также участвовал в мероприятиях TED Talk, обсуждая видение Mobius Motors по развитию предпринимательства в Кении, Восточной Африке и на африканском континенте.  В 2012 году Стэнфордская школа бизнеса написала экономическое обоснование Mobius Motors, в котором изложила стремление компании создать африканский автомобиль, доступный и достаточно прочный для местных нужд.